# Benzo(e)pyren
Benzo[e]pyren ist eine chemische Verbindung aus der Gruppe der polycyclischen aromatischen Kohlenwasserstoffe (PAK) und enthält fünf verbundene Sechserringe. Formal handelt es sich um ein Pyren mit einem zusätzlich anellierten Benzol.

## Vorkommen
Benzo[e]pyren kommt in fossilen Brennstoffen vor und ist ein Produkt unvollständiger Verbrennung. Es findet sich beispielsweise in Autoreifen, Tabakrauch, Auto- und Industrieabgasen und Lebensmitteln, die Abgasen ausgesetzt waren. In der Atmosphäre liegt es partikelgebunden vor. Durch Nass- und Trockendeposition gelangt es in Böden und Gewässer, wo es an Partikel gebunden ist und nur noch schwer abgebaut wird.

## Eigenschaften
Benzo[e]pyren ist ein brennbarer, weißer bis gelblicher Feststoff, der praktisch unlöslich in Wasser ist. Er besitzt ein hohes Bioakkumulationspotenzial. Darüber hinaus steht es im Verdacht, mutagen zu sein. Toxizität und Kanzerogenität können aufgrund fehlender Daten nicht eingestuft werden, es gibt jedoch Hinweise auf Kanzerogenität.